# 帕尼奥纳
帕尼奥纳（義大利語：Pagnona），是意大利莱科省的一个市镇。总面积8平方公里，人口415人，人口密度51.9人/平方公里（2009年）。国家统计（ISTAT）代码为097063。